# 청주 망선루
청주 망선루(淸州 望仙樓)은 충청북도 청주시 상당구에 있는 건축물이다. 1982년 12월 17일 충청북도의 유형문화재 제110호로 지정되었다.

## 개요
고려시대 청주관청의 하나로 관리들이 머무는 숙소인 객관 동쪽에 있던 취경루에서 유래한 것이다.
고려 공민왕 10년(1361)에 홍건적의 침입을 물리치고 서울로 돌아오는 길에 기념으로 청주에서 과거시험을 치르고 이곳에 방을 써붙였다는 기록이 있다. 세조 7년(1461)에 수리하였고 한명회가 현판을 ‘망선루’라 하였다고 한다. 그 뒤에 다시 고쳐서 근세에까지 유지되다가 1923년에 제일교회로 이건되었으며, 2000년 12월 중앙공원으로 옮겨 세웠다.
앞면 5칸·옆면 3칸이며, 나무로 지은 2층 건물이다. 지붕은 옆면이 여덟 팔(八)자 모양으로 가장 화려한 팔작지붕으로 누각형식이다. 현재 1층은 원래의 모습을 알 수 없게 되었지만, 이 지방에서는 가장 오래된 건축물이다.

## 명칭 변경
당초 청주망선루로 문화재 명칭이 지정되었으나, 2013년 1월 18일 한글맞춤법을 적용하여 현재의 문화재 명칭으로 변경되었다.

## 참고 자료
- 청주 망선루 - 국가유산청 국가유산포털